# 44 Virginis
44 Virginis, eller k Virginis, är en vit jätte i Jungfruns stjärnbild.
Stjärnan har visuell magnitud +5,79 och är synlig för blotta ögat vid god seeing. Den befinner sig på ett avstånd av ungefär 255 ljusår.